# تنام مزيف
تنام مزيف (الاسم العلمي:Tinamotis) هو جنس من الطيور يتبع فصيلة التنامية من رتبة التناميات.

## أجناس
- تنام باتاغوني (الاسم العلمي:Tinamotis ingoufi)
- تنام بونا (الاسم العلمي:Tinamotis pentlandii)